# Affaires publiques
Affaires publiques (en tchèque : Věci veřejné, abrégé en VV), sous-titré Parti politique (en tchèque : Politická strana) est un parti politique tchèque de centre droit fondé en 2001. Actif principalement à Prague au début de son existence, il a fait une percée lors des élections législatives de 2010.

## Histoire

### Fondation et faibles débuts
Le parti est créé en 2001 à Prague, son activité restant alors circonscrite à la capitale, et encore plus précisément à son premier arrondissement. 
Ainsi, VV n'obtient que 10 000 voix, soit 0,01 % au niveau national, lors des municipales de 2002. Son score s'améliore lors du scrutin suivant, en 2006, avec 260 000 suffrages, autrement dit 0,24 %  des voix. C'est aux européennes de 2009 que le parti, qui décroche 2,4 % des suffrages, commence sa progression.

### L'arrivée de Radek John
En 2009, VV porte le très populaire journaliste Radek John à sa tête, et ses intentions de vote s'envolent alors, dépassant le seuil des 5 % nécessaire pour entrer à la Chambre des députés dans le cadre de la campagne pour les élections législatives des 28 et 29 mai 2010. À la suite de ce scrutin, au cours duquel le parti fait son entrée à la Chambre des députés, il accède au pouvoir dans une coalition gouvernementale de centre droit avec le Parti démocratique civique (ODS) et TOP 09.

### Participation au gouvernement

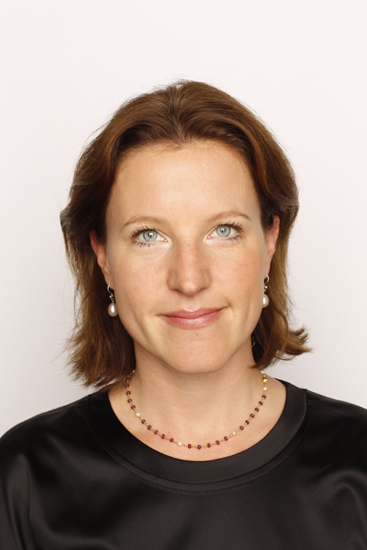
Karolína Peake.

Disposant de trois portefeuilles au sein du gouvernement de Petr Nečas, le président de VV étant vice-président du gouvernement et ministre de l'Intérieur, des affaires de corruption conduisent, le 19 avril 2011, au remplacement du ministre des Transports, Vít Bárta, et de Radek John, uniquement à son poste ministériel, tandis qu'il est spécifiquement chargé, en sa qualité de vice-président, de la lutte contre la corruption. Il est réélu, le 24 mai, à la direction du parti, battant Karolína Peake, qui lui succède, le 1er juillet, au gouvernement.
Victime d'une scission, conduite par Peake, les Affaires publiques quittent le gouvernement le 22 avril 2012, un mois et demi après la condamnation de Vít Bárta pour corruption. Cinq jours plus tard se tient un vote de confiance à la Chambre, finalement remporté par 105 voix contre 198. Sur les vingt-quatre députés du parti, huit participent, le 3 mai, à la fondation des LIDEM - Libéraux démocrates, un nouveau parti libéral de centre droit, dirigé par Karolína Peake.

## Idéologie
Idéologiquement, Affaires publiques se classe au centre droit. Il défend ainsi une réduction du rôle de l'État, notamment par la dérégulation du marché du travail et le recours plus fréquent au partenariat public-privé, une diminution des dépenses publiques, du déficit public, de la fiscalité directe, et une atténuation des déductions fiscales. Socialement, VV propose de mieux contrôler les prestataires d'allocations sociales, d'autoriser les fonds de pension pour les retraites, d'encourager le développement du temps partiel et l'embauche des chômeurs par les municipalités. Le parti promet en outre de lutter contre la corruption, le clientélisme, de renforcer les investigations et sanctions en cas de bavure de la police. Pro-européen, il appuie le renforcement de la libéralisation dans les services et la baisse des dépenses liées à la politique agricole commune (PAC), et souhaite que la diplomatie tchèque prenne appui sur l'UE et l'OTAN.
Affaires publiques est surtout connu pour son combat en faveur de la démocratie directe. Le parti est ainsi un ardent défenseur de l'élection au suffrage universel direct du président de la République, alors que celui-ci est désigné par les parlementaires. Conformément à l'accord de coalition passé avec l'ODS et TOP 09, la réforme constitutionnelle établissant l'élection au suffrage universel du chef de l'État est adoptée en octobre 2012.

## Dirigeants
- Fredegar Formen (2001-2003)
- Stanislava Moravcová (2003-2005)
- Jaroslav Škárka (2005-2009)
- Radek John (2009-2013)
- Vít Bárta (2013)
- Jiří Kohout (2014-2015)

## Résultats électoraux

### Chambre des députés
| Année | Voix               | %                  | Rang               | Sièges   |
| ----- | ------------------ | ------------------ | ------------------ | -------- |
| 2010  | 569 127            | 10,88              | 5e                 | 24 / 200 |
| 2013  | Ne se présente pas | Ne se présente pas | Ne se présente pas | 0 / 200  |

### Sénat
| Année | 1er tour | 1er tour | 1er tour | 2e tour | 2e tour | 2e tour |        |
| Année | Votes    | %        | Rang     | Votes   | %       | Rang    | Sièges |
| ----- | -------- | -------- | -------- | ------- | ------- | ------- | ------ |
| 2010  | 57 179   | 4,98     | 7e       | 11 973  | 1,76    | 7e      | 0 / 81 |
| 2012  | 6 285    | 0,71     | 18e      | X       | X       | X       | 0 / 81 |

### Parlement européen
| Année | Voix   | %    | Rang | Sièges | Groupe |
| ----- | ------ | ---- | ---- | ------ | ------ |
| 2009  | 56 636 | 2,40 | 7e   | 0 / 22 |        |
| 2014  | 6 989  | 0,46 | 19e  | 0 / 21 |        |